# Yu-Gi-Oh!
Yu-Gi-Oh! (遊☆戯☆王?, Yū☆Gi☆Ō) è un media franchise giapponese, composto da diversi manga e svariate serie anime. La prima di queste opere è per l'appunto Yu-Gi-Oh! (1996-2004), manga di Kazuki Takahashi, che ha dato inizio al media franchise e il merchandising correlato, che va dal gioco di carte collezionabili ai videogiochi e ai giocattoli.

Primo volume del manga di Yu-Gi-Oh!

Le opere sono incentrate su personaggi che giocano un gioco di carte chiamato Duel Monsters (Magic & Wizards nel manga), in cui ogni giocatore acquista e assembla un mazzo con tipi di carte quali mostro, magia e trappola per sconfiggersi a vicenda e vincere il duello.

## Serie diYu-Gi-Oh!

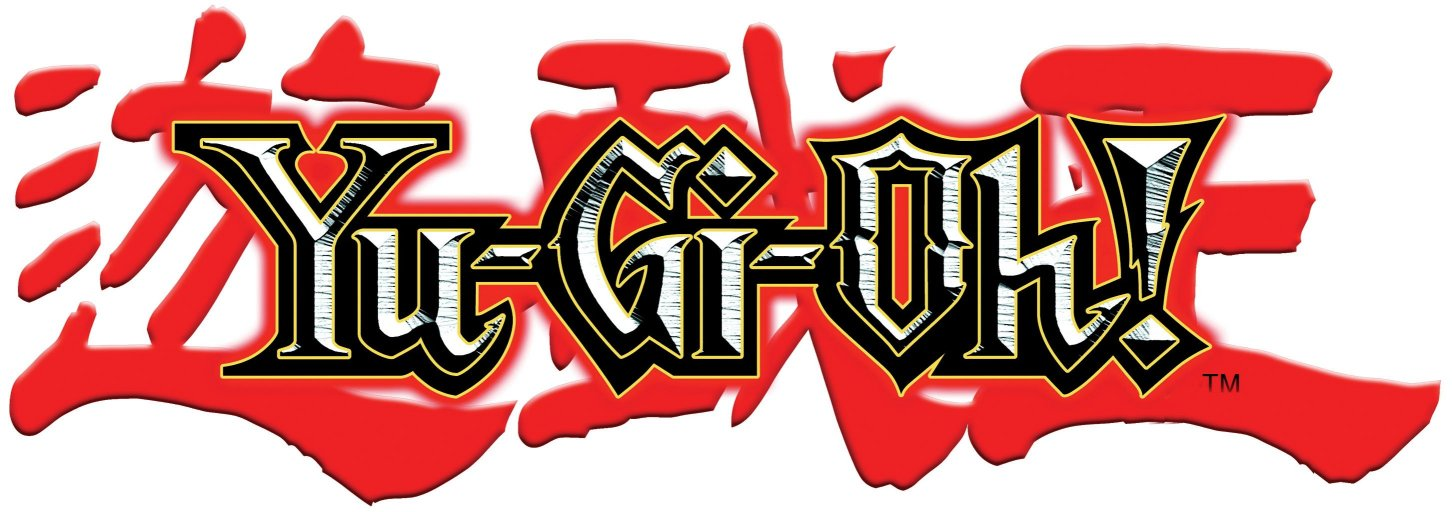
Logo della serie

| Titolo                   | Anno          | Trasposizioni (in grassetto l'opera originaria)       |
| ------------------------ | ------------- | ----------------------------------------------------- |
| Yu-Gi-Oh!                | 1996-2004     | - Manga - 2 Anime - Yu-Gi-Oh R (spin-off) - 3 Film    |
| Yu-Gi-Oh! GX             | 2004-2008     | - Anime - Manga                                       |
| Yu-Gi-Oh! 5D's           | 2008-2011     | - Anime - Manga - 1 Film                              |
| Yu-Gi-Oh! Zexal          | 2011-2014     | - Manga - 2 Anime - Yu-Gi-Oh! D Team Zexal (spin-off) |
| Yu-Gi-Oh! Arc-V          | 2014-2017     | - Anime - 2 Manga                                     |
| Yu-Gi-Oh! VRAINS         | 2017-2019     | - Anime                                               |
| Yu-Gi-Oh! OGC Structures | 2019-in corso | - Manga                                               |
| Yu-Gi-Oh! Sevens         | 2020-2022     | - Anime                                               |
| Yu-Gi-Oh! Go Rush!!      | 2022-2025     | - Anime                                               |

### Etimologia
Yūgi ō (遊戯王?) significa «Re dei giochi» in giapponese, da yūgi che significa «gioco» e ō (traslitterato anche come ou o oh) che significa «re». Inoltre, visto il nome del protagonista, può anche essere letto come «Re Yūgi», doppio riferimento alla sua posizione di miglior giocatore e quella di faraone.

## Media

### Manga

#### Yu-Gi-Oh!
Il manga originale di Yu-Gi-Oh! è stato scritto e illustrato da Kazuki Takahashi e serializzato in Giappone dal 30 settembre 1996 all'8 marzo 2004 sulla rivista Weekly Shōnen Jump di Shūeisha. In Italia la serie è stata pubblicata per la prima volta dal 1º luglio 2000 al 9 luglio 2011 edito da Panini Comics sotto l'etichetta Planet Manga.

#### Yu-Gi-Oh! R
Un manga spin-off intitolato Yu-Gi-Oh! R e realizzato da Akira Itō, è stato serializzato in Giappone dal 21 aprile 2004 al 21 dicembre 2007. La serie coinvolge la maggior parte dei personaggi del manga originale in una nuova trama, che si colloca subito dopo la fine della saga di Battle City e prima de Le memorie del faraone. In questa storia, Yugi e i suoi amici devono fermare un uomo di nome Yako Tenma che intende usare il corpo di Anzu Mazaki per rivivere il defunto Pegasus.

### Anime

#### Yu-Gi-Oh!(1998)
Il primo adattamento animato, tratto dai primi 7 capitoli manga Yu-Gi-Oh! di Kazuki Takahashi, è stato prodotto dalla Toei Animation ed è andato in onda su TV Asahi tra il 4 aprile e il 10 ottobre 1998, con 27 episodi e un film cinematografico uscito il 6 marzo 1999. Questo adattamento non è mai uscito fuori dal Giappone. Racconta la storia di Yugi Mutō, uno studente a cui viene regalato da parte del nonno Solomon (Sugoroku) il puzzle del Millennio, antico manufatto Egizio. Riassemblando il puzzle, Yugi diventa possessore di un'altra personalità. Successivamente si rivelata lo spirito di un antico faraone vissuto 3000 anni prima chiamato Yami Yugi. Questa serie è fortemente ridotta rispetto al manga, salta molti capitoli e spesso cambia i dettagli delle storie del manga per riadattarsi, con diverse differenze chiave. Aggiunge anche un nuovo personaggio al gruppo, Miho Nosaka, che originariamente era un personaggio minore one-shot nel manga. Questo adattamento non è correlato ad altre opere del franchise.

#### Yu-Gi-Oh!(2000)
Yu-Gi-Oh, noto originariamente in Giappone come Yu-Gi-Oh! Duel Monsters, è il secondo adattamento anime della serie. È stato prodotto da Nihon Ad Systems e TV Tokyo e animato dallo studio Gallop. La storia inizia a partire dall'ottavo capitolo del manga. Rispetto al manga originale la serie è stata liberamente adattata. La serie presenta diverse differenze rispetto al manga e alla serie prodotta da Toei e si concentra principalmente sul gioco di carte Duel Monsters, in sintonia con il gioco di carte collezionabili reale. La serie è andata in onda in Giappone su TV Tokyo tra il 18 aprile 2000 e il 29 settembre 2004, per 224 episodi. Nel 2001, 4Kids Entertainment ha ottenuto i diritti di merchandising e televisione della serie da Nihon Ad Systems, producendo una versione in lingua inglese, trasmessa anche in vari Paesi al di fuori del Giappone. L'adattamento ha ricevuto molte modifiche dalla versione giapponese per adattarlo al pubblico internazionale. Questi includono nomi diversi per molti personaggi e mostri, modifiche all'aspetto delle carte per differenziarle dalle loro controparti nella vita reale e vari tagli e modifiche relativi a violenza, morte e riferimenti religiosi per rendere la serie adatta ai bambini. In Italia è stata trasmessa dal 1º settembre 2003 al 2 aprile 2006 su Italia 1.

#### Yu-Gi-Oh! Grand Championship
Yu-Gi-Oh! Grand Championship (Yu-Gi-Oh! Capsule Monsters) è una serie animata composta da dodici episodi, commissionata e prodotta dalla 4Kids Entertainment, come fece con Yu-Gi-Oh! - Il film, ed è parte ufficiale della serie Yu-Gi-Oh!. La serie è ambientata alla fine di Yu-Gi-Oh: Duel Monsters (tra il Grande Campionato e il Memory World), e coinvolge Yugi, Joey (Jonouchi), Tea (Anzu), Tristan (Honda), e il nonno di Yugi, Solomon (Sugoroku), che vengono trasportati in un mondo in cui i Capsule Monster sono veri. La serie non è mai stata trasmessa in Giappone. Nell'edizione italiana è stato mantenuto il titolo della quinta stagione, Yu-Gi-Oh! Grand Championship.

#### Yu-Gi-Oh! GX
La seconda serie del franchise è Yu-Gi-Oh! GX, che al contrario della precedente nasce come anime, piuttosto che nascere come manga. Questa serie segue la storia di Jaden Yuki, un giovane e dotato duellante a cui viene data la carta Kuriboh Alato da Yugi prima della sua ammissione all'Accademia del Duellante, una scuola elitaria fondata da Seto Kaiba. Jaden riceve un punteggio molto basso al test di ammissione scritto, ma, dato che nel test pratico riesce addirittura a sconfiggere un professore dell'Accademia, viene ammesso comunque, però assegnato al dormitorio Slifer Rosso, riservato agli studenti con i voti più bassi. La storia prosegue prima con le sfide tra Jaden e diversi studenti dell'Accademia del Duellante e quindi con il suo coinvolgimento con i segreti nascosti dell'accademia. La serie venne trasmessa per la prima volta su TV Tokyo dal 6 ottobre 2004 al 26 marzo 2008 ed arriva in Italia nel 2006. Dal 17 dicembre 2005 al 19 marzo 2011 è stata serializzata la trasposizione manga dell'anime sulla rivista V-Jump edita dalla casa editrice Shūeisha.

#### Yu-Gi-Oh! 5D's
La terza serie è Yu-Gi-Oh! 5D's, anch'essa nata come anime per poi essere trasposta in manga. Trasmessa dal 2 aprile 2008 al 30 marzo 2011 in Giappone e arrivata in Italia nel 2009, questa serie coincide con l'uscita di nuove regole di gioco per il gioco di carte, e la comparsa di un nuovo tipo di carte: i "Mostri Synchro" (caratterizzati dal colore bianco della carta), che saranno largamente diffusi tra i protagonisti di questo anime, i mostri tuner che serviranno per l'evocazione dei già citati mostri synchro. In questa serie, oltre ai tradizionali duelli con il Dueling Disk, alcuni duellanti si sfidano su particolari moto-dueling disk, chiamate "Duel Runner", e questi duellanti prendono il nome di "Duellanti Turbo". Dal 21 agosto 2009 al 21 gennaio 2015 la serie è stata trasposta in manga.

#### Yu-Gi-Oh! Zexal
La quarta serie della saga è quella in cui vengono introdotte nuove carte: i Mostri Xyz, di colore nero. La serie nasce come manga per poi essere trasposta in anime come la prima serie. La serie è stata trasmessa in Giappone dall'11 aprile 2011 al 23 marzo 2014 su TV Tokyo, mentre in Italia è andata in onda dal 9 giugno 2012 al 19 marzo 2015 su K2; il manga invece è stato serializzato dal 10 dicembre 2010 al 21 giugno 2015. La serie narra di Yuma Tsukumo, un ragazzo incapace di difendersi dai bulli della sua scuola il cui padre è scomparso durante una spedizione, senza lasciargli altro che un ciondolo. Un giorno Reginald Castle, detto Shark, il bullo della scuola, decide di sfidarlo a duello. La vera storia inizia quando, durante lo scontro, appare dinnanzi a Yuma un'entità proveniente dall'antico ciondolo, chiamata Astral, abitante di un altro mondo, chiamato Mondo Astrale, che gli dona un nuovo potere che solo Yuma e Astral sanno controllare. Questo potere è chiamato Zexal.

#### Yu-Gi-Oh! Arc-V
La quinta serie è Yu-Gi-Oh! Arc-V, nata come anime e poi trasposta in manga. In Giappone è stata trasmessa su Tv Tokyo dal 6 aprile 2014 al 26 marzo 2017 mentre in Italia è andata in onda su K2 dal 4 maggio 2015 al 1º marzo 2018. Il manga è stato serializzato dal 21 agosto 2015 al 19 aprile 2019. Il nuovo protagonista si chiama Yuya Sakaki, figlio del leggendario duellante d'intrattenimento Yusho Sakaki e della madre Yoko Sakaki. Disputando il suo primo duello con un avversario davvero temibile, quando tutto sembra perduto, Yuya ricorda le parole e i consigli che suo padre gli ripeteva da bambino, ed egli con una nuova energia risveglia le carte Pendulum: Drago Pendulum Occhi Diversi, Mago Miratempo, Mago Mirastelle e altre tantissime carte del suo deck riconosciute dalla sigla EM, ovvero le carte Entermate (nella versione Italiana in "Artistamico"). Scoperto questo nuovo tipo di evocazione, la sua vita cambierà per sempre, molte persone cercheranno di rubare le sue carte Pendulum (Shingo) o addirittura di copiarle e lanciarne di nuove nel mercato, come farà il presidente della LDS School Akaba Reiji, quest'ultimo padronante dei mostri DDD (Different Dimension Demon). In seguito, arriverà un certo Yuto, un duellante che padroneggia le evocazioni Xyz e sbaraglia i suoi nemici con il suo Drago Xyz Ribellione Oscura, facilmente riconoscibile per i capelli viola e vestiti neri; l'altro personaggio che fa la sua comparsa è Yugo, un duellante che viaggia in Duel-Runner e che padroneggia le evocazioni Synchro, ma dalle capacità ancora sconosciute, riconoscibile da un Duel-Runner bianco come i suoi vestiti e da una ciocca di capelli blu che esce dal suo casco. Amico di Yuto è Shun, un personaggio appartenente al suo stesso mondo, anche lui padroneggiante delle evocazioni Xyz, ha un archetipo tutto suo di nome Raid Raptors (RR).

#### Yu-Gi-Oh! VRAINS
La sesta serie è stata annunciata in occasione dell'evento Jump Festa di Shūeisha, avvenuto il 17 dicembre 2016. La serie è stata messa in onda in Giappone dal 10 maggio 2017 al 25 settembre 2019, a seguito di Yu-Gi-Oh! Arc-V. In Italia è stata trasmessa solo la prima stagione dal 18 giugno 2018 al 3 aprile 2019 su K2. La serie segue un nuovo protagonista di nome Yusaku Fujiki che ingaggia duelli in un mondo virtuale sotto lo pseudonimo di "Playmaker", determinato a sconfiggere un gruppo sfuggente di hacker noto come "Knights of Hanoi". La serie introduce i mostri Link, che vengono anche aggiunti al gioco di carte collezionabili.

#### Yu-Gi-Oh! Sevens
Il 21 luglio 2019, è stato annunciato che un anime spin-off sarebbe stato trasmesso nel 2020. Il 21 dicembre 2019, è stato rivelato il titolo della serie che prende il nome di Yu-Gi-Oh! Sevens, oltre allo staff e i membri del cast. È stato trasmesso dal 4 aprile 2020 al 27 marzo 2022. Inoltre, per la prima volta dal 1998 la serie di Yu-Gi-Oh! non è stata prodotta dallo studio di animazione Gallop, ma dallo studio Bridge che è subentrato nella produzione di animazione, il character design tipico della serie cambia per uno più morbido e per il target infantile.

#### Yu-Gi-Oh! Go Rush!!
Il 18 dicembre 2021, è stato annunciato che un nuovo anime spin-off, intitolato Yu-Gi-Oh Go Rush!, il quale viene trasmesso a partire dal 3 aprile 2022.

### Film
Sono stati distribuiti quattro film d'animazione basati sul franchise.

#### Yu-Gi-Oh!
Il 6 marzo 1999 Toei Animation ha prodotto un cortometraggio d'animazione di 30 minuti basato sulla prima serie animata e intitolato Yu-Gi-Oh!. Il 21 novembre 1999 venne distribuita la versione in VHS. Nel 2003 il film venne distribuito in alcuni Paesi d'Europa. Il film è inedito in Italia. La storia ruota attorno a un ragazzo di nome Shōgo Aoyama, che viene preso di mira da Seto Kaiba dopo aver ottenuto una potente carta rara: il leggendario Drago Nero Occhi Rossi.

#### Yu-Gi-Oh! - Il film
Il 13 agosto 2004 è uscito nei cinema USA, in Italia nel novembre dello stesso anno, Yu-Gi-Oh! - Il film conosciuto anche come Yu-Gi-Oh! The Movie: Pyramid of Light negli Stati Uniti e Yu-Gi-Oh! Duel Monsters: Hikari no Pyramid (遊戯王デュエルモンスターズ 光のピラミッド?, Yūgiō Dyueru Monsutāzu Hikari no Piramiddo) in Giappone, è una co-produzione nippo-americana tra la Warner Bros. e TV Tokyo.

#### Gekijōban Yu-Gi-Oh! - Chōyūgō! Jikū o koeta kizuna
Il 23 gennaio 2010, come annunciato dalla rivista giapponese V-Jump, è uscito il film d'animazione Gekijōban Yu-Gi-Oh! - Chōyūgō! Jikū o koeta kizuna (giapponese: 劇場版 遊☆戯☆王 〜超融合!時空を越えた絆〜, Hepburn: Gekijōban Yū-Gi-Ōh!: Chō-Yūgō! Toki o Koeta Kizuna), film creato dalla Shūeisha/NAS, per festeggiare il 10º anniversario dell'anime di Yu-Gi-Oh! con i protagonisti delle tre serie animate, Yugi Mutō, Jaden Yuki e Yusei Fudo, che si ritrovano assieme ad affrontare un nuovo nemico di nome Paradox. Il lungometraggio è stato proiettato nei cinema in 3D. Il film è inedito in Italia.

#### Yu-Gi-Oh!: The Dark Side of Dimensions
Il 17 giugno 2014 la 4K Media annuncia sul sito ufficiale in inglese del franchise che un altro film è in lavorazione in Giappone. Nessuna ulteriore informazione viene data. Il 12 dicembre 2014 il film viene ufficializzato per il 2016. Nel gennaio 2015 apre il sito ufficiale, accompagnato dalla pubblicazione del primo video trailer. Il film intitolato Yu-Gi-Oh!: The Dark Side of Dimensions festeggia il 20º anniversario della serializzazione del manga, con il ritorno dei protagonisti della prima serie, Yami Yugi e Seto Kaiba. Inoltre Shonen Jump specificò anche che sarebbero state rimasterizzate le battaglie più famose dell'anime del 2000, sempre in occasione del 20º anniversario, che furono poi mandate in onda a partire dal 7 febbraio 2015.

## Merchandising

### Gioco di carte collezionabili
Il gioco di carte fittizio che compare in Yu-Gi-Oh! è stato trasformato in un gioco di carte collezionabili reale pubblicato da Konami (in passato, dalla Upper Deck Entertainment per l'Occidente) indirizzato ad un pubblico giovane, che ha ottenuto un enorme successo. Complessivamente è stato pubblicato in più di 40 nazioni, e tradotto in molte lingue.

### Videogiochi
Sono disponibili numerosi videogiochi (per PC, console e dispositivi mobili) ispirati alle vicende del manga e dell'anime, ma soprattutto basati sul gioco di carte.
Game Boy
- Yu-Gi-Oh! Duel Monsters[36] (1998)

Game Boy Color
- Yu-Gi-Oh! Duel Monsters II: Dark Duel Stories[36] (1999)
- Yu-Gi-Oh! Monster Capsule GB[36] (2000)
- Yu-Gi-Oh! Racconti Oscuri (2000) (Yu-Gi-Oh! Duel Monsters III: Tri-Holy God Advent)
- Yu-Gi-Oh! Duel Monsters 4: Battle of Great Duelists[36] (2000)

Game Boy Advance
- Yu-Gi-Oh! Dungeon Dice Monsters (2001)
- Yu-Gi-Oh! The Eternal Duelist Soul (2001) (Yu-Gi-Oh! Duel Monsters 5: Expert 1)
- Yu-Gi-Oh! Duel Monsters 6: Expert 2[36] (2001)
- Yu-Gi-Oh! Le Carte Leggendarie (2002) (Yu-Gi-Oh! Duel Monsters 7: The Duelcity Legend)
- Yu-Gi-Oh! Reshef il Distruttore (2003) (Yu-Gi-Oh! Duel Monsters 8: Reshef of Destruction)
- Yu-Gi-Oh! Worldwide Edition: Stairway to the Destined Duel (2003)
- Yu-Gi-Oh! Duel Monsters Beginners Pack[36][N 1] (2004)
- Yu-Gi-Oh! World Championship Tournament 2004 (2004) (Yu-Gi-Oh! Duel Monsters Expert 3)
- Yu-Gi-Oh! Destiny Board Traveler (2004) (Yu-Gi-Oh! Sugoroku's Board Game)
- Yu-Gi-Oh! Il Giorno del Duello: World Championship Tournament 2005 (2004) (Yu-Gi-Oh! Duel Monsters International 2)
- Yu-Gi-Oh! GX: Duel Academy[N 2] (2005) (Yu-Gi-Oh! Duel Monsters GX: Aim to be Duel King!)
- Yu-Gi-Oh! Ultimate Masters Edition: World Championship Tournament 2006 (Yu-Gi-Oh! Duel Monsters Expert 2006) (2006)

Nintendo DS
- Yu-Gi-Oh! Nightmare Troubadour (2005) (Yu-Gi-Oh! Duel Monsters: Nightmare Troubadour)
- Yu-Gi-Oh! GX Spirit Caller (2006) (Yu-Gi-Oh! Duel Monsters GX: Spirit Summoner)
- Yu-Gi-Oh! World Championship 2007 (2007) (Yu-Gi-Oh! Duel Monsters: World Championship 2007)
- Yu-Gi-Oh! GX: Card Almanac (2007) (Yu-Gi-Oh! Duel Monsters GX: Card Almanac)
- Yu-Gi-Oh! World Championship 2008 (2007) (Yu-Gi-Oh! Duel Monsters GX: World Championship 2008)
- Yu-Gi-Oh! 5D's Stardust Accelerator: World Championship 2009 (2009)
- Yu-Gi-Oh! 5D's World Championship 2010: Reverse of Arcadia (2010)
- Yu-Gi-Oh! 5D's World Championship 2011: Over the Nexus (2011)

Nintendo 3DS
- Yu-Gi-Oh! Zexal World Duel Carnival (2013) (Yu-Gi-Oh! Zexal: Clash! Duel Carnival!)
- Yu-Gi-Oh! Duel Monsters: Ultimate Card Battle[36] (2016)

GameCube
- Yu-Gi-Oh! The Falsebound Kingdom (2002) (Yu-Gi-Oh! Falsebound Kingdom: The Confined Imaginary Kingdom)

Nintendo Switch
- Yu-Gi-Oh! RUSH DUEL: Dawn of the Battle Royale!! (Yu-Gi-Oh! Rush Duel: Saikyō Battle Royale!!) (2021)
- Yu-Gi-Oh! Master Duel (2022)
- Yu-Gi-Oh! Rush Duel: Dawn of the Battle Royale!! Let's Go! Go Rush!! (2022)
- Yu-Gi-Oh! Early Days Collection (2025)

Wii
- Yu-Gi-Oh! 5D'S Wheelie Breakers (2009)
- Yu-Gi-Oh! 5D's Duel Transer (2010)
- Yu-Gi-Oh! 5D's: Master of the Cards (2010)

i-mode
- Yu-Gi-Oh! 5D's Mobile[36] (2009-2011)

Xbox
- Yu-Gi-Oh! L'Alba del Destino (2004) (Yu-Gi-Oh! The Dawn of Destiny)

Xbox 360
- Yu-Gi-Oh! 5D's: Decade Duels (2010)
- Yu-Gi-Oh! Millennium Duels (2014)

Xbox One
- Yu-Gi-Oh! Legacy of the Duelist (2015)

Xbox Series X/S
- Yu-Gi-Oh! Master Duel (2022)

PlayStation
- Yu-Gi-Oh! Monster Capsule: Breed & Battle[36] (1998)
- Yu-Gi-Oh! Forbidden Memories (2002)

PlayStation 2
- Yu-Gi-Oh! The Duelists of the Roses (2001) (Yu-Gi-Oh! True Duel Monsters II: Inherited Memories)
- Yu-Gi-Oh! Capsule Monster Colosseo (2005) (Yu-Gi-Oh! Capsule Monster Coliseum)
- Yu-Gi-Oh! GX Tag Force Evolution (2007) (Yu-Gi-Oh! Duel Monsters GX: Tag Force Evolution)

PlayStation 3
- Yu-Gi-Oh! 5D's: Decade Duels (2010)
- Yu-Gi-Oh! Millennium Duels (2014)

PlayStation 4
- Yu-Gi-Oh! Legacy of the Duelist (2015)
- Yu-Gi-Oh! Master Duel (2022)

PlayStation 5
- Yu-Gi-Oh! Master Duel (2022)

PC
- Yu-Gi-Oh! Power of Chaos: Yugi the Destiny[N 3] (2003)
- Yu-Gi-Oh! Power of Chaos: Kaiba the Revenge (2004)
- Yu-Gi-Oh! Power of Chaos: Joey the Passion (2004)
- Yu-Gi-Oh! Online (2005-2012)
- Yu-Gi-Oh! GX Creative Studio (2007)[37]
- Yu-Gi-Oh! Duel Arena (2014-2015)
- Yu-Gi-Oh! Legacy of the Duelist (2016)
- Yu-Gi-Oh! Master Duel (2022)
- Yu-Gi-Oh! Early Days Collection (2025)

PlayStation Portable
- Yu-Gi-Oh! GX Tag Force (2006) (Yu-Gi-Oh! Duel Monsters GX: Tag Force)
- Yu-Gi-Oh! GX Tag Force 2 (2007)  (Yu-Gi-Oh! Duel Monsters GX: Tag Force 2)
- Yu-Gi-Oh! GX Tag Force 3 (2008) (Yu-Gi-Oh! Duel Monsters GX: Tag Force 3)
- Yu-Gi-Oh! 5D'S Tag Force 4 (2009)
- Yu-Gi-Oh! 5D'S Tag Force 5 (2010)
- Yu-Gi-Oh! 5D'S Tag Force 6[36] (2011)
- Yu-Gi-Oh! Arc-V Tag Force Special[36] (2015)

iOS
- Yu-Gi-Oh! BAM Pocket[N 2] (2013)
- Yu-Gi-Oh! Duel Generation[N 2] (2014)
- Yu-Gi-Oh! Duel Links (2016)
- Yu-Gi-Oh! Master Duel (2022)
- Yu-Gi-Oh! Cross Duel (2022)[38]

Android
- Yu-Gi-Oh! Duel Generation[N 2] (2014)
- Yu-Gi-Oh! Duel Links (2016)
- Yu-Gi-Oh! Master Duel (2022)
- Yu-Gi-Oh! Cross Duel (2022)[38]

#### Giochi non ufficiali
- Yu-Gi-Oh! Virtual Desktop, programma sviluppato dalla XeroCreative, che permette a due persone di giocare online gratuitamente.
- Dueling Network. Un sito gratuito simile a Virtual Desktop, con qualche miglioramento e la possibilità di creare un profilo con immagine e descrizione.
- YGOPro, programma gratuito, automatico che permette di giocare in rete locale o sui server.
- DevPro, programma gratuito, basato su YGOPro.
- Yu-Gi-Oh! The Dawn of a New Era, programma gratuito basato tu YGOPro.
- EDOPRO: successore del gioco YGOPro.
- Jump Force, pur non essendo un videogioco a tema Yu-Gi-Oh!, Yugi Mutō/Yami Yugi e Seto Kaiba compaiono come personaggi giocabili[39].
- Yu-Gi-Oh! Dueling Nexus: sito web che permette all'utente, dopo aver inserito la propria mail, di giocare sui server (NA o EU), contro l'AI, in single player, in classificata o in un tag duel.